# L'Hôtel de la mère patrie
Pour plus de détails, voir Fiche technique et Distribution.
L'Hôtel de la mère patrie (Anayurt Oteli) est un film turc réalisé par Ömer Kavur et sorti en 1986.

## Synopsis
Zebercet est propriétaire d’un hôtel dans une petite ville de province qu’il gère seul avec l’aide de sa bonne, une fille un peu simple qui vit à ses côtés. Un soir, l’une des clientes quitte l’hôtel, promettant de revenir dans une semaine. Hanté par le souvenir de la belle inconnue, il se laisse peu à peu gagner par la mélancolie, envahir par ses pulsions, refuse ses clients, ferme l'hôtel et finit par étrangler sa bonne qui subit impassible ses assauts.

## Fiche technique
- Réalisation et scénario : Ömer Kavur
- Photographie : Orhan Oğuz
- Musique : Atilla Özdemiroğlu
- Production : Cengiz Ergun
- Format : couleurs - 35mm
- Pays d'origine :  Turquie
- Langue originale : turc

## Analyse
L’Hôtel de la mère patrie est l’adaptation du roman de Yusuf Atılgan. Il est remarquable pour son esthétique. La lumière aveuglante des extérieurs et celle blafarde des intérieurs soulignent avec un fort contraste l’état d’esprit de Zerbecet pris au piège de son acte. La pension devient le lieu d’une histoire de vie de mort.

## Distinctions
- Prix spécial du Jury au festival d'Antalya en 1987.
- Meilleur film turc au festival d'Istanbul en 1987.
- Montgolfière d'or au festival des 3 Continents 1987.
- Prix FIPRESCI au festival de Venise en 1987.